# Alegorías de la derrota
Alegorías de la derrota: la ficción posdictatorial y el trabajo del duelo (Inglés: The Untimely Present: Postdictatorial Latin American Fiction and the Task of Mourning) es un libro de 1999 escrito por el crítico cultural brasileño Idelber Avelar.

## Contexto Histórico
El libro trata la reconstrucción histórica de los regímenes dictatoriales que sucedieron a los gobiernos de izquierda en América Latina en las décadas del sesenta y setenta. Por medio del análisis del contexto cultural posterior a los golpes de estado en Chile, Argentina y Brasil el libro vincula la dictadura con la transición a la democracia, cuestionando que exista una oposición entre ellas. Por el contrario, el libro propone una continuidad entre ambos periodos y sitúa la ruptura de la democracia en las intervenciones militares auspiciadas por Estados Unidos en el contexto de la Guerra Fría.

## Temas

### La memoria de la dictadura
Según Avelar, el funcionamiento de la memoria se puede equiparar a dos procedimientos retóricos: la metáfora y la metonimia. La memoria que promueve el mercado es la metafórica, aquella que sustituye lo viejo por lo nuevo sin un residuo que permita discernir una diferencia significativa entre ambos. El capitalismo crea la impresión de un tiempo sin historia:
la memoria del mercado pretende pensar el pasado en una operación sustitutiva sin restos. Es decir, concibe el pasado como tiempo vacío y homogéneo, y el presente como mera transición. La relación de la memoria del mercado con su objeto tendería a ser, entonces, simbólico-totalizante.
Por otra parte, la forma metonímica de memoria es aquella en la que el objeto recordado permite entrever una huella de su origen. Es decir, el objeto histórico no aparece como nuevo y constantemente presente sino como un objeto cuya historia puede ser rastreada. La historia de la derrota de los gobiernos populares es, para Avelar, una historia recordada en términos de mercado, no porque no se recuerde la violencia de la dictadura, sino porque se piensa que la democracia reemplazó completamente la violencia dictatorial. Es imposible percibir en la democracia actual el rastro dictatorial por dicha forma de pensar la historia. Más aún, para Avelar, la dictadura fue la condición de posibilidad de la actual democracia en tanto suprimió las tentativas de democratización radical propuesta por los gobiernos populares.

### Historia de la literatura y crítica alboom
Avelar critica al Boom latinoamericano como una sustitución cultural para problemas políticos. Avelar explica la producción del boom como una respuesta a la pérdida del valor aurático de la literatura. La literatura pierde su poder aurático cuando deja de tener una influencia política determinante. En este momento la literatura deja de depender de la subvención del Estado y gana su autonomía. Esta autonomía, sin embargo, no le servirá para tener una mayor influencia política, al contrario, marca el momento en la pierde completamente. 
Frente a esto el boom responde con dos operaciones: una edípica y otra adánica. Edípica porque niega el padre europeo, es decir, a la literatura del canon y se coloca, —aunque en los términos impuestos por el padre—, como su sucesor y reemplazante . Adánica la otra porque crea una narrativa de progreso en que toma al boom como el punto más alto de la evolución y universalidad de la literatura latinoamericana.
Las dictaduras, mientras tanto, se apropian del imaginario nacional-popular de la izquierda para oponerlo al elitismo intelectual del boom. El «folklorismo ornamental», es decir, una versión de postal de lo popular reemplaza al discurso nacional populista de izquierda como la propuesta cultural populista de la derecha.

### El giro naturalista de la literatura testimonial
La literatura que seguirá al boom será la literatura testimonial, la que pretende entregar un recuento realista de la violencia ejercida en dictadura. Sin embargo, la tesis de Avelar propone que la experiencia de dictadura rebasa los marcos narrativos del realismo. En otras palabras, la forma de representar el pasado en tiempos de mercado no deja lugar para pensar en una realidad que rebata su verdad e introduzca fisuras en su sistema de autojustificación. La verdad del capitalismo es totalitaria en el sentido de impedir pensar en una contradicción en su seno.

A su vez, la literatura testimonial «invita a una identificación especular e irreflexiva» con las víctimas. Es decir, nos compadeceremos humanitariamente de las víctimas pero no veremos el contexto político y económico que hizo posible su tragedia. 
La derrota, definámosla aquí provisionalmente, es ese momento de la experiencia en que toda solidaridad se convierte en un tropo necesariamente ciego a la estructura retórica que lo hace posible. Esta ceguera solo será exacerbada si la crítica literaria insiste en sustituir la reflexión sobre la derrota por un simple panegírico triunfante de una supuesta transparencia subalterna del testimonio.
Si la literatura testimonial sólo nos invita a la solidaridad y, además no logra representar la verdad del capitalismo, debemos poner atención a la estructura retórica que lo hace posible, a este movimiento de censura que impide a la historia coincidir con su objeto.

### La teoría del autoritarismo como fundamento de las «transiciones» conservadoras
Tanto en Chile como en Brasil, se encuentran, según Avelar, teorías que justifican la democracia liberal como la única alternativa al autoritarismo del periodo dictatorial. En Chile José Joaquín Brunner asocia la memoria de resistencia popular a la dictadura con el régimen parlamentario democrático como su expresión exclusiva y necesaria. De esta forma se reduce el campo de posibilidades políticas, al restringir la expresión de los ideales de igualdad de clase y libertad política a la democracia parlamentaria. 
Avelar, al contrario, plantea que ńo existe tal oposición entre el autoritarismo dictatorial y la democracia liberal. Antes bien, la oposición está entre el Estado y el Mercado, entre los gobiernos populares y la democracia liberal que las dictaduras hicieron posible. Avelar propone que las dictaduras fueron la condición de posibilidad de la democracia liberal, no su opuesto. Citando la frase de Galeano «Se metía a la gente en la cárcel para que los precios pudieran ser libres», Avelar propone que la dictadura fue la que forzó las condiciones políticas para que proliferara el neoliberalismo.
El clima político posdictatorial justifica la introducción del capitalismo multinacional y abandona la idea de una autonomía económica nacional, dejando a la democracia liberal como la única alternativa.

### La alegoría como fin epocal de lo mágico
La forma de expresión política del boom se puede dividir en dos de acuerdo a los sectores geográficos en los que maduraron: el Río de la Plata y el sector andino. En Argentina y Uruguay, hay un predominio de la lógica "estético-epifánica". Esta corriente de literatura fantástica busca una revelación en lo cotidiano, una irrupción de lo inesperado en la experiencia de todos los días. En definitiva, una revolución en lo ordinario de la vida diaria. 
Por otro lado, en Colombia, Chile, Perú, etc. encontramos una corriente "cosmogónica-precapitalista". Esta escritura (real) maravillosa busca en el pasado indígena precapitalista una cosmogonía alternativa sobre la base de la cual construir una forma de relacionarse distinta a la capitalista. Según Avelar, sin embargo, ninguna de estas lógicas es efectiva en una posmodernidad en la que la influencia del capital lo permea todo, en la que no existe un lugar de enunciación completamente incooptable.

### La disolución de la universidad en la universalidad del mercado
La tecnificación de la labor intelectual ha colocado al letrado en el ámbito del comentario cultural, de la crítica de espectáculos, en que cumple una función social específica. Ya no es posible enunciar una crítica de los fundamentos del orden social, ya que esta presupone la ausencia de la parcelación de los saberes. Solo de esta forma, cuando el conocimiento se concibe desde la totalidad, es posible, según Avelar, cuestionar la totalidad. Desde la modernidad a la posmodernidad se pasa de un intelectual que cuestiona los fundamentos del orden político a otro que nota una segmentación y división del trabajo, ya preestablecida por la instrumentalización de la razón. En otras palabras, el intelectual advierte sobre la instrumentalización de su propia labor, de la puesta al servicio de su trabajo en tanto función social específica.

### Posdictadura y posmodernidad
El problema en torno al que ronda este libro podría resumirse en la búsqueda de una forma de representación que se haga cargo de la memoria de la dictadura sin caer en la lógica del mercado. El duelo es para Avelar la figura de la recordación activa que se resiste a la metáfora, a la sustitución, en definitiva, el duelo es «resistencia a la metáfora no simplemente como una fase transitoria y al fin superable del trabajo del duelo, sino como el locus mismo en el que el duelo se convierte en una práctica afirmativa». El duelo tiene un valor de memoria una dimensión irreductible a la mercantilización. Esta debe ser aprovechada en la escritura al representar su dilema: la imposibilidad de rememorar.

## Recepción crítica
En el año 2000 Alegorías de la derrota obtuvo el premio Katherine Singer Kovacs que entrega la asociación MLA al libro destacado en el campo de la literatura y cultura latinoamericana.